# Afrika-Meisterschaften im Bahnradsport 2020
Die 6. Afrika-Meisterschaften im Bahnradsport 2020 (2020 African Continental Track Cycling Championships) wurden vom 16. bis 19. Januar in der ägyptischen Hauptstadt Kairo im Cairo International Velodrome ausgetragen.

## Resultate

### Männer
| Disziplin                | Platz | Land      | Athlet                                                                      |
| ------------------------ | ----- | --------- | --------------------------------------------------------------------------- |
| Sprint                   | 1     | Südafrika | Jean Spies                                                                  |
|                          | 2     | Südafrika | Wade Theunissen                                                             |
|                          | 3     | Marokko   | Mohamed Sadki                                                               |
| Keirin                   | 1     | Südafrika | Jean Spies                                                                  |
|                          | 2     | Südafrika | Wade Theunissen                                                             |
|                          | 3     | Marokko   | Mohamed Sadki                                                               |
| Zeitfahren (1 km)        | 1     | Südafrika | Jean Spies                                                                  |
|                          | 2     | Algerien  | El Khacib Sassane                                                           |
|                          | 3     | Südafrika | Wade Theunissen                                                             |
| Teamsprint               | 1     | Südafrika | Jean Spies Joshua van Wyk Wade Theunissen                                   |
|                          | 2     | Marokko   | Mohammed Medrazi Lahcen Sabbah Mohamed Sadki                                |
|                          | 3     | Ägypten   | Assem Elhusseini Khalil Ahmed Mohamed Mohamed Farag                         |
| Einerverfolgung          | 1     | Algerien  | Lotfi Tchambaz                                                              |
|                          | 2     | Marokko   | Ed Doghmy Achraf                                                            |
|                          | 3     | Ägypten   | Youssef Abouelhassan                                                        |
| Mannschaftsverfolgung    | 1     | Ägypten   | Assem Elhusseini Khalil Mohamed Mahmoud Youssef Abouelhassan Sayed Elkhouly |
|                          | 2     | Algerien  | Elkhacib Sassane Lotfi Tchambaz Zinedine Tahir Seddik Benganif              |
|                          | 3     | Südafrika | David Maree Steven van Heerden Daniyal Matthews Carl Bonthuys               |
| Scratch                  | 1     | Südafrika | Joshua van Wyk                                                              |
|                          | 2     | Südafrika | David Maree                                                                 |
|                          | 3     | Algerien  | Yacine Chalel                                                               |
| Punktefahren             | 1     | Südafrika | David Maree                                                                 |
|                          | 2     | Algerien  | Yacine Chalel                                                               |
|                          | 3     | Südafrika | Steven van Heerden                                                          |
| Omnium                   | 1     | Südafrika | David Maree                                                                 |
|                          | 2     | Südafrika | Steven van Heerden                                                          |
|                          | 3     | Algerien  | Yacine Chalel                                                               |
| Zweier-Mannschaftsfahren | 1     | Südafrika | Steven van Heerden/ Joshua van Wyk                                          |
|                          | 2     | Algerien  | Lotfi Tchambaz/ El Khacib Sassane                                           |
|                          | 3     | Südafrika | Carl Bonthuys/ Daniyal Matthews                                             |

### Frauen
| Disziplin                | Platz | Land         | Athlet                                                             |
| ------------------------ | ----- | ------------ | ------------------------------------------------------------------ |
| Sprint                   | 1     | Südafrika    | Charlene du Preez                                                  |
|                          | 2     | Nigeria      | Oveh Ifeakan                                                       |
|                          | 3     | Südafrika    | Claudia Gnudi                                                      |
| Keirin                   | 1     | Südafrika    | Charlene du Preez                                                  |
|                          | 2     | Südafrika    | Claudia Gnudi                                                      |
|                          | 3     | Nigeria      | Tawakalt Yekeen                                                    |
| Zeitfahren               | 1     | Südafrika    | Charlene du Preez                                                  |
|                          | 2     | Südafrika    | Claudia Gnudi                                                      |
|                          | 3     | Nigeria      | Oveh Ifeakan                                                       |
| Teamsprint               | 1     | Südafrika    | Charlene du Preez Claudia Gnudi                                    |
|                          | 2     | Ägypten      | Ebtisam Zayed Mariam Mohamed                                       |
|                          | 3     | Nigeria      | Ese Ukpeseraye Oveh Ifeakan                                        |
| Einerverfolgung          | 1     | Ägypten      | Ebtisam Zayed                                                      |
|                          | 2     | Südafrika    | Danielle van Niekerk                                               |
|                          | 3     | Burkina Faso | Awa Bamogo                                                         |
| Mannschaftsverfolgung    | 1     | Südafrika    | Claudia Gnudi Ilze Bole Adelia Neethling Danielle van Niekerk      |
|                          | 2     | Marokko      | Hakima Barhraoui Nousk Bouchama Siham Es-Sad Fatima Zahra Benzerki |
| Scratch                  | 1     | Ägypten      | Ebtisam Zayed                                                      |
|                          | 2     | Burkina Faso | Awa Bamogo                                                         |
|                          | 3     | Südafrika    | Claudia Gnudi                                                      |
| Punktefahren             | 1     | Ägypten      | Ebtisam Zayed                                                      |
|                          | 2     | Südafrika    | Danielle van Niekerk                                               |
|                          | 3     | Burkina Faso | Awa Bamogo                                                         |
| Omnium                   | 1     | Ägypten      | Ebtisam Zayed                                                      |
|                          | 2     | Südafrika    | Danielle van Niekerk                                               |
|                          | 3     | Südafrika    | Adelia Neethling                                                   |
| Zweier-Mannschaftsfahren | 1     | Südafrika    | Danielle van Niekerk/Ilze Bole                                     |
|                          | 2     | Ägypten      | Aya Mohamed/Mariam Mohamed                                         |

## Medaillenspiegel
| Rang   | Land         | Gold | Silber | Bronze | Gesamt |
| ------ | ------------ | ---- | ------ | ------ | ------ |
| 1      | Südafrika    | 14   | 9      | 7      | 30     |
| 2      | Ägypten      | 5    | 2      | 2      | 9      |
| 3      | Algerien     | 1    | 4      | 2      | 7      |
| 4      | Marokko      | 0    | 3      | 2      | 5      |
| 5      | Nigeria      | 0    | 1      | 3      | 4      |
| 6      | Burkina Faso | 0    | 1      | 2      | 3      |
| Gesamt | Gesamt       | 20   | 20     | 18     | 58     |